# ULAS J154701.84+005320.3
ULAS J154701.84+005320.3 ist ein Brauner Zwerg im westlichen Teil des Sternbilds Schlange (Serpens Caput). Seine Spektralklasse beträgt ungefähr T5.5 und seine Entfernung wird auf einige Dutzend Parsec geschätzt. Das Objekt wurde von Pinfield et al. im Rahmen des UKIDSS Large Area Survey als T-Zwerg identifiziert.